# Rangers del Ejército de los Estados Unidos
Los Rangers del Ejército de los Estados Unidos (en inglés estadounidense: United States Army Rangers) son unas unidades de infantería ligera de élite del Ejército estadounidense, que tienen su origen en unas unidades militares existentes antes de la independencia de los Estados Unidos.

## Historia

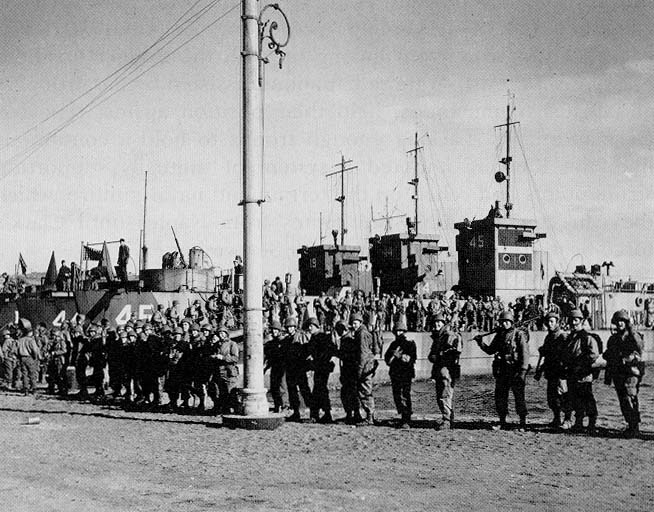
El 3r Batallón Ranger en Anzio, dos semanas antes de ser aniquilado.

Los Rangers estadounidenses, son unas unidades de infantería ligera de élite utilizadas por el Ejército Continental estadounidense durante las diferentes confrontaciones que hubo antes de la independencia de los Estados Unidos.
Los rangers se dieron a conocer durante la Guerra de los Siete Años contra los franceses, más tarde se enfrentaron con los nativos americanos. También participaron en la Guerra de la Independencia de Estados Unidos. Su valía como formación bélica supuso que incluso los ingleses utilizaran regimientos de rangers (como es el caso del Regimiento de los Rangers de la Reina, formado en 1776). Tras estos conflictos los rangers fueron disueltos.
Pero en 1942, cuando el ejército estadounidense entró en la Segunda Guerra Mundial, los americanos se fijaron en la eficacia con la que combatían los comandos británicos. El ejército estadounidense carecía de unidades de élite y decidió formar sus propios comandos, que bautizaron con el nombre de rangers en honor de los antiguos soldados estadounidenses ya citados. En junio de 1942, cerca de 500 voluntarios de la 1ª y la 34ª división de infantería, formaron el 1º Batallón de Rangers en Irlanda del Norte, bajo el mando de un teniente coronel de la 34ª división de infantería, llamado William Orlando Darby. Los futuros rangers debían entrenarse en una exigente nueva escuela de comandos situada en Escocia. 
La Operación Antorcha, fueron los desembarcos aliados en los territorios norteafricanos de la Francia de Vichy, estos desembarcos fueron el bautizo de fuego del primer batallón de rangers, en el Norte de África estos soldados demostraron su valía y su estatus como una unidad de élite. 
Debido al éxito de los rangers estadounidenses en la Campaña de Túnez, el ejército estadounidense decidió formar nuevos batallones de rangers.
A pesar de la importancia de los rangers estadounidenses en la Segunda Guerra Mundial, algunas de sus unidades fueron mal utilizadas como infantería de primera línea. Algunas unidades parecidas a los rangers fueron los paracaidistas, los comandos británicos y el Servicio Aéreo Especial, el SAS británico. El problema de las unidades de rangers era que estas prescindían de la artillería, ya que eran unidades ligeras con la función de infiltrarse en el territorio enemigo y causar la mayor cantidad de bajas enemigas, con la intención de no perder a ningún hombre. Por eso caerían muchos en combate, ya que no estaban entrenados para el combate directo contra unidades blindadas y además contaban con una fuerte desventaja: La poca cantidad de efectivos en comparación con el resto de unidades del ejército estadounidense. 
Un ejemplo de esta mala utilización, fueron los problemas de los rangers en Anzio, donde el 1º y el 3º batallón de rangers fueron aniquilados por las unidades acorazadas panzer alemanas, ya que los rangers no estaban equipados con armamento pesado. 
Ante la pérdida de estos batallones, el 4º Batallón Ranger fue disuelto y sus miembros se unieron a las fuerzas de operaciones especiales. El resto de batallones también sufrieron grandes bajas. Tras estas pérdidas, el coronel Darby dirigió una unidad de guerrillas de la 10ª División de Montaña, el Coronel Darby murió en combate, una semana antes del final de la guerra.

## Batallones ranger

### 1º Batallón
El 1º batallón de rangers fue fundado en Irlanda del Norte y estaba bajo el mando del teniente coronel William Orlando Darby. Los rangers entrenaban en una escuela de comandos en Escocia. El 1º batallón de rangers recibió su bautizo de fuego en la Operación Antorcha, los desembarcos aliados en el Norte de África, estos soldados demostraron su valía como unidad de élite.

### 2º Batallón
El 2º Batallón de Rangers se formó en los Estados Unidos en abril de 1943 y recibió su bautismo de fuego durante los desembarcos de Normandía en la sangrienta playa de Omaha y en Pointe du Hoc.

### Batallones 3º y 4º
Los batallones de rangers 3º y 4º se formaron en África con secciones del 1º batallón y dispararon sus primeros cartuchos durante la Operación Husky, el desembarco aliado en Sicilia, en julio de 1943.

### 5º Batallón
El 5º batallón ranger se formó en 1943, en septiembre, en los Estados Unidos. Como el 2º Batallón, su primera acción fue la Operación Overlord, el desembarco de Normandía.

### 6º Batallón
El 6º Batallón Ranger, a diferencia de los anteriores, se formó en el Pacífico en agosto de 1944, donde luchó por la liberación de las islas Filipinas entre 1944 y 1945. El 6.º Batallón Ranger estaba estacionado en el Pacífico, sobre todo en Filipinas y Nueva Guinea. Todas las operaciones ejecutadas por el 6.º Batallón fueron a nivel de compañía o de pelotón tras las líneas enemigas. Fueron los primeros soldados en combatir en Filipinas, tres días antes de que el ejército pusiera en marcha la primera invasión. El 6.º Batallón efectuó misiones de reconocimiento especial, patrullas de largo alcance y patrullas de combate, operando en primera línea. En Cabanatuán, en la isla de Luzón, una compañía del 6.º Batallón Ranger ejecutó en enero de 1945 uno de los más atrevidos rescates en la historia estadounidense. Los Rangers penetraron 47km tras las líneas enemigas, los últimos 1600 metros arrastrándose en campo abierto. Durante el asalto final, los rangers eliminaron a una guarnición de soldados japoneses dos veces mayor en número y rescataron a 500 prisioneros de guerra. La misión final del 6.º Batallón fue asegurar una zona de saltos para los paracaidistas 400km dentro de territorio enemigo.